# Grand Prix automobile d'Italie 1962
GP précédent GP suivant
Le Grand Prix d'Italie 1962 (XXXIII Gran Premio d'Italia), disputé sur l'Autodromo Nazionale di Monza le 16 septembre 1962, est la cent-neuvième épreuve du championnat du monde de Formule 1 courue depuis 1950 et la septième manche du championnat 1962.

## Contexte avant la course

### Le championnat du monde
Depuis la saison précédente, la Formule 1 suit la réglementation 1 500 cm3 (dérivée de l'ancienne Formule 2 de la période 1957 à 1960), s'appuyant sur les points suivants :
- interdiction des moteurs suralimentés
- cylindrée minimale : 1 300 cm3
- cylindrée maximale : 1 500 cm3
- poids minimal : 450 kg (à sec)
- double circuit de freinage obligatoire
- arceau de sécurité obligatoire (le haut du cerceau devant dépasser le casque du pilote)
- démarreur de bord obligatoire
- carburant commercial
- ravitaillement en huile interdit durant la course

Après une saison 1961 difficile faute de moteur adapté à la nouvelle réglementation, les constructeurs britanniques ont retrouvé leur superbe en 1962 ; la Scuderia Ferrari, qui avait aisément remporté le titre mondial l'année précédente, subit désormais la domination des BRM et des Lotus et, à la veille de son Grand Prix national, ne figure qu'au sixième rang de la coupe des constructeurs, étant également devancée par Cooper, Lola et Porsche. Vainqueur à Zandvoort et au Nürburgring au volant de sa BRM, Graham Hill est en tête du championnat du monde, le Britannique devançant de sept points son compatriote Jim Clark, qui a imposé sa Lotus à Francorchamps et à Aintree. Le titre 1962 devrait logiquement revenir à l'un de ces deux pilotes.

### Le circuit

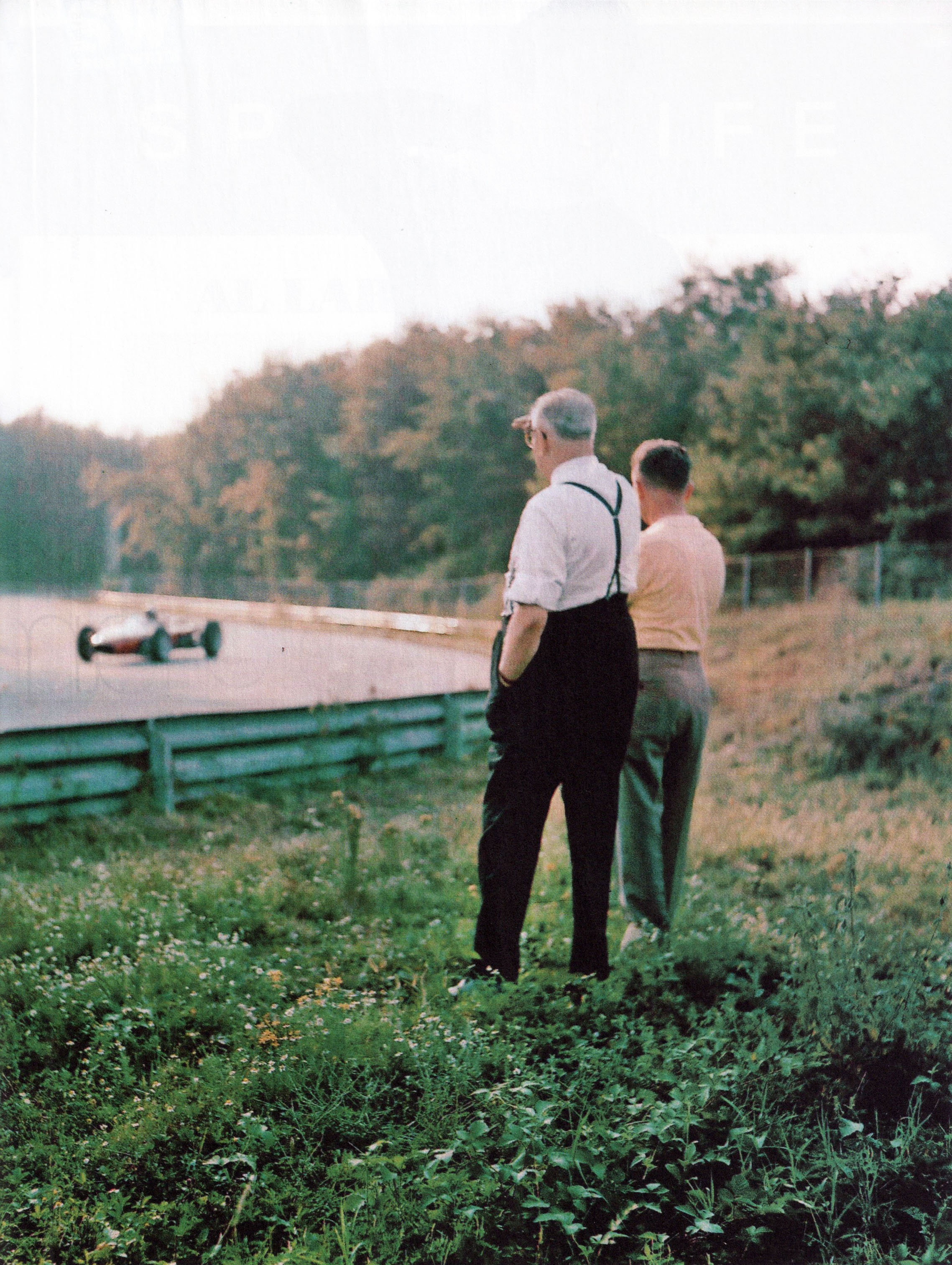
L'autodrome de Monza est situé dans le parc de la ville. Ne se rendant jamais sur les courses, Enzo Ferrari assiste ici aux essais préliminaires du Grand Prix, en 1962.

Situé à vingt kilomètres au nord de Milan, l'autodrome de Monza fut inauguré en 1922. Combinant circuit routier (5,75 kilomètres) et anneau de vitesse ovale (4,25 kilomètres), il est utilisé pour les courses automobiles et les courses motos. Fortement endommagé lors de la Seconde Guerre mondiale, il fut restauré en deux temps, le circuit routier ayant retrouvé son activité en 1948, six ans avant la réfection de l'ovale. Malgré les réticences de certains concurrents au sujet de l'utilisation de l'anneau, les épreuves de formule 1 avaient à plusieurs reprises été organisées sur le circuit combiné ; mais à la suite de l'accident tragique survenu lors du Grand Prix de 1961, au cours duquel le pilote allemand Wolfgang von Trips et une dizaine de spectateurs avaient trouvé la mort, les organisateurs ont fait réaménager les enceintes du circuit et seul le tracé routier sera désormais utilisé pour les courses de monoplaces. Lors du Grand Prix d'Italie 1959, Phil Hill avait parcouru les 5,75 km à 206,2 km/h de moyenne au volant de sa Ferrari, record officiel de la piste.

## Monoplaces en lice
- Ferrari 156 "Usine"

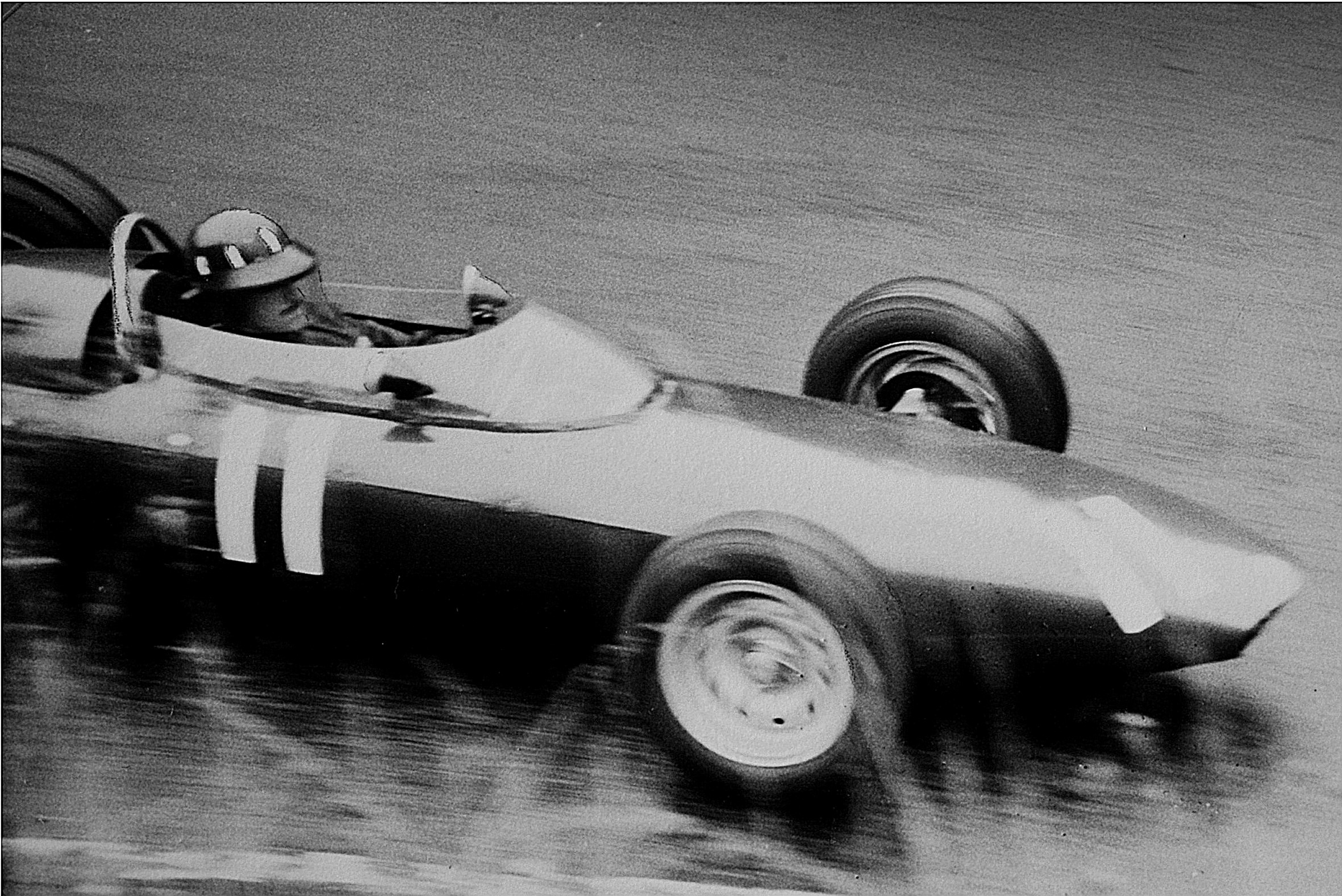
La BRM P57 de Graham Hill, vue ici au Nürburgring.

La Scuderia Ferrari est présente en force sur ses terres, avec cinq voitures engagées : aux quatre traditionnelles 156 F1 de la saison dernière, qui pèsent environ 500 kg, s'ajoute l'expérimentale 156/62P, au châssis plus léger et surtout plus rigide. Complètement rétabli de son accident de Francorchamps, Willy Mairesse effectue sa rentrée au volant du nouveau modèle, les quatre autres monoplaces étant confiées à Phil Hill, Giancarlo Baghetti, Ricardo Rodríguez et Lorenzo Bandini. Ce dernier dispose d'une ancienne version du moteur Dino V6 à 65° (environ 180 chevaux), tandis que ses coéquipiers bénéficient des versions à angle ouvert (120°), qui développent 200 chevaux.
- BRM P57 "Usine"

Trois P57 ont été préparées pour l'épreuve italienne, la version allégée accidentée aux essais du Grand prix d'Allemagne ayant été réparée. Elle sera confiée à Richie Ginther, Graham Hill préférant utiliser son châssis habituel pour cette course, la troisième voiture servant de mulet. Ces trois monoplaces, dont le poids varie de 465 à 475 kg, sont équipées de la dernière évolution du moteur V8 à injection indirecte Lucas, qui développe désormais 193 chevaux à 10250 tr/min. Comme le moteur, la boîte de vitesses à cinq rapports a été conçue et fabriquée à l'usine de Bourne. Une boîte à six rapports avait été testée en cours de saison, mais des problèmes de fiabilité ont mis un terme à ce projet.
- Lotus 25 & 24 "Usine"

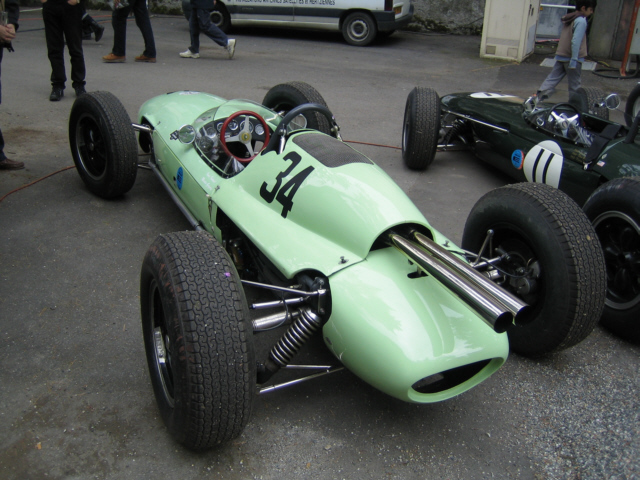
Une Lotus 24 de l'équipe UDT Laystall ; ici une version à moteur Climax.

Le Team Lotus engage deux 25 à structure monocoque, Trevor Taylor disposant du nouveau châssis étrenné deux semaines plus tôt lors de l'International Gold Cup, à Oulton Park, Jim Clark disposant quant à lui de la seconde voiture de ce type construite, qu'il utilise depuis le Grand Prix de France 1962, la première ayant été détruite par Taylor à l'arrivée de cette course. En guise de mulet, l'équipe dispose d'une troisième monoplace, un modèle 24 à châssis tubulaire, quatre fois moins rigide que la monocoque de la 25. Hormis leur structure, la 24 et la 25 présentent des caractéristiques similaires. Pesant 455 kg, elles sont toutes deux motorisées par le V8 Coventry Climax FWMV développant 184 chevaux, accouplé à une boîte de vitesses ZF à cinq rapports. Plus basse que la 24, la 25 bénéficie non seulement d'une meilleure tenue de route mais également d'une vitesse de pointe supérieure, approchant les 270 km/h.
- Lotus 24 & 18 privées

L'équipe UDT Laystall a amené trois Lotus 24, deux à moteur V8 Climax à disposition d'Innes Ireland et équipée d'un V8 BRM, également adapté à ce modèle, pour Masten Gregory. L'Écurie Filipinetti et la Scuderia SSS ont aussi fait le choix du moteur BRM pour leurs Type 24, respectivement confiées à Jo Siffert et Nino Vaccarella, tandis que l'équipe de Rob Walker (qui utilise les services de Maurice Trintignant) et celle de Wolfgang Seidel (qui a confié sa voiture à Tony Shelly) lui préfèrent le moteur Climax. Trois anciennes Lotus 18 privées, à moteur Climax quatre cylindres (152 chevaux) sont également présentes : celle de Jay Chamberlain, celle du Jolly Club pour Ernesto Prinoth et celle de Gerry Ashmore, cette dernière ayant été modifiée suivant les spécifications du modèle 21.
- Porsche 804 "Usine"

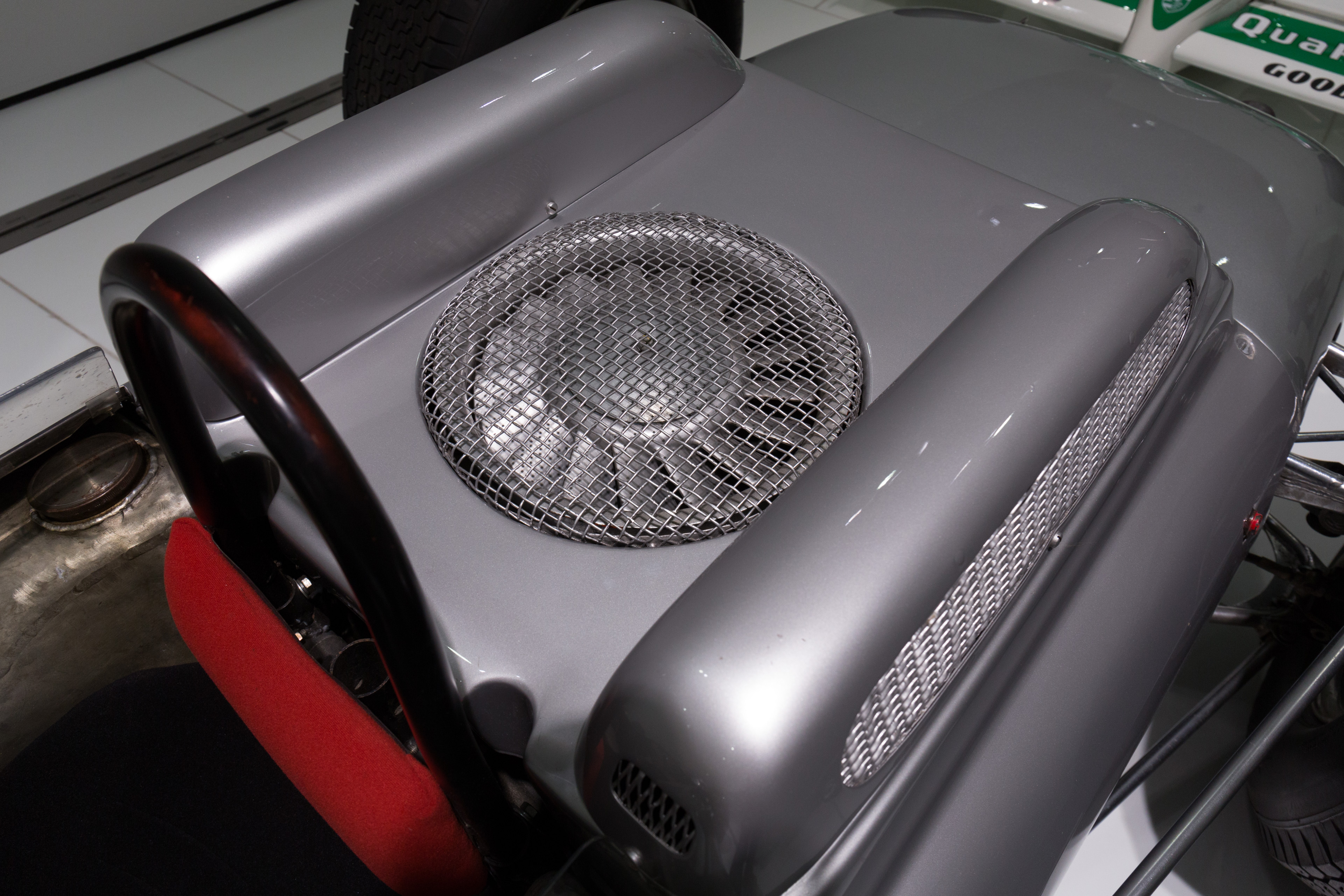
Sur la Porsche de Gurney, la turbine de refroidissement est occasionnellement débrayable.

Comme au Nürburgring, le constructeur allemand dispose de trois 804 à moteur huit cylindres à plat refroidi par air développant 185 chevaux à 9200 tr/min. La plus récente, confiée à Dan Gurney, est doté d'un dispositif (contrôlé par thermostat) permettant de débrayer occasionnellement la turbine de refroidissement, procurant ainsi un gain de puissance ponctuel. Joakim Bonnier pilote sa voiture habituelle, la troisième servant de mulet. Comme les Lotus, les Porsche dépassent à peine le poids minimal imposé (450 kg). Pour la course de Monza, les 804 sont équipées de flasques de roues en magnésium, améliorant l'aérodynamisme.
- Porsche 718 privée

Le pilote amateur Carel Godin de Beaufort dispose de son habituelle Porsche 718 avec laquelle il effectue sa deuxième saison de championnat du monde. Cette ancienne monoplace de Formule 2 est équipée d'un moteur quatre cylindres à plat refroidi par air délivrant environ 165 chevaux.
- Cooper T60 "Usine"

Le constructeur de Surbiton engage son équipe habituelle, Bruce McLaren et Tony Maggs, sur leurs T60 à moteur V8 Climax et boîte de vitesses à six rapports. Comme les modèles précédents de la marque, ces monoplaces de 465 kg ont été conçues par Owen Maddock. Pour couvrir la distance de cinq cents kilomètres, deux réservoirs latéraux additionnels ont été ajoutés sur la voiture de McLaren pour cette épreuve, alors que Maggs devra effectuer un ravitaillement en course.
- Cooper T59 privée

Chef-mécanicien de L'écurie "Anglo-American Equipe", Hugh Aiden-Jones a adapté un moteur quatre cylindres Climax FPF et une boîte de vitesses Cooper à cinq rapports sur un châssis de Cooper T59 de Formule Junior. Il a également modifié la carrosserie pour intégrer le radiateur de refroidissement à l'avant. Rebaptisée Aiden-Cooper, cette monoplace est aux mains de Ian Burgess.
- Lola Mk4

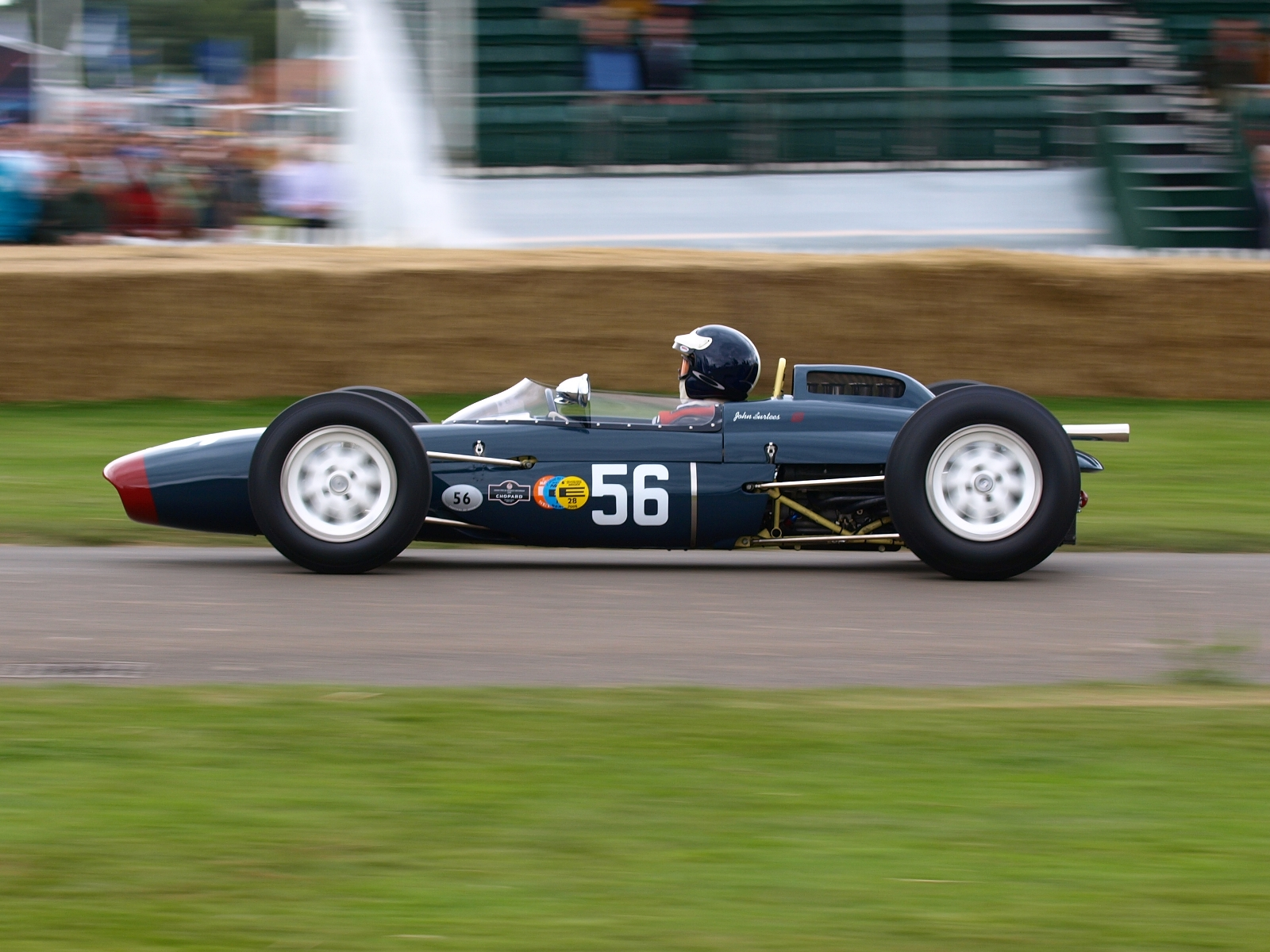
Une Lola Mk4 lors d'une course historique.

L'équipe Bowmaker Racing a préparé trois Lola Mk4 (490 kg, moteur Climax V8), dont une au châssis allégé (version Mk4A) et boîte de vitesses Colotti à six rapports pour John Surtees, les deux autres (une pour Roy Salvadori et une servant de mulet) disposant d'une boîte à cinq vitesses.
- Emeryson

Au début de l'année 1962, Paul Emery a vendu l'entreprise Emeryson Cars Ltd à un tout jeune et richissime américain, Hugh Powell, mécène du pilote Tony Settember. Conservant son rôle technique dans l'équipe, Emery avait conçu le modèle Mk3 (évolution de l'Emeryson Mk2 de la saison précédente), utilisant le moteur quatre cylindres Climax FPF, monoplace détruite mi-juillet lors des essais du Grand Prix de Solitude par John Campbell-Jones, qui fut alors grièvement blessé. Privée de Paul Emery, qui a entre-temps démissionné, l'équipe est néanmoins présente à Monza avec une Mk2 à moteur Climax FPF et boîte de vitesses Colotti à cinq rapports confiée à Settember.
- Gilby

La petite équipe britannique engage son dernier modèle, à moteur V8 BRM et boîte Colotti à six rapports, pour Keith Greene, qui avait fait débuter cette voiture, dessinée par Len Terry, au Nürburgring.
- De Tomaso

La toute nouvelle De Tomaso 801, conçue par Alejandro de Tomaso et Alberto Massimino, fait à Monza sa première apparition. Son châssis multitubulaire s'inspire de celui de la Lotus 24. Elle est équipée d'un moteur huit cylindres à plat, refroidi par eau et alimenté par quatre carburateurs Weber à double corps, réalisé en interne, donné pour 170 chevaux à 10 000 tr/min. Le pilote argentin Nasif Estéfano est chargé de faire débuter cette voiture, à peine achevée. Comme l'année précédente, Roberto Lippi pilote la De Tomaso à moteur OSCA (160 chevaux) de la Scuderia Settecolli.

## Coureurs inscrits
| no | Pilote                  | Écurie                            | Constructeur | Modèle          | Moteur                      | Pneumatiques |
| -- | ----------------------- | --------------------------------- | ------------ | --------------- | --------------------------- | ------------ |
| 2  | Giancarlo Baghetti      | Ferrari SEFAC                     | Ferrari      | Ferrari 156     | Ferrari 178 V6 (120°)       | D            |
| 4  | Ricardo Rodríguez       | Ferrari SEFAC                     | Ferrari      | Ferrari 156     | Ferrari 178 V6 (120°)       | D            |
| 6  | Lorenzo Bandini         | Ferrari SEFAC                     | Ferrari      | Ferrari 156     | Ferrari 178 V6 (65°)        | D            |
| 8  | Willy Mairesse          | Ferrari SEFAC                     | Ferrari      | Ferrari 156/62P | Ferrari 178 V6 (120°)       | D            |
| 10 | Phil Hill               | Ferrari SEFAC                     | Ferrari      | Ferrari 156     | Ferrari 178 V6 (120°)       | D            |
| 12 | Richie Ginther          | Owen Racing Organisation          | BRM          | BRM P57         | BRM P56 V8                  | D            |
| 14 | Graham Hill             | Owen Racing Organisation          | BRM          | BRM P57         | BRM P56 V8                  | D            |
| 16 | Dan Gurney              | Porsche System Engineering        | Porsche      | Porsche 804     | Porsche 753 F8              | D            |
| 18 | Joakim Bonnier          | Porsche System Engineering        | Porsche      | Porsche 804     | Porsche 753 F8              | D            |
| 20 | Jim Clark               | Team Lotus                        | Lotus        | Lotus 25        | Coventry Climax FWMV V8     | D            |
| 22 | Trevor Taylor           | Team Lotus                        | Lotus        | Lotus 25        | Coventry Climax FWMV V8     | D            |
| 24 | Nino Vaccarella         | Scuderia SSS Republica di Venezia | Lotus        | Lotus 24        | Coventry Climax FWMV V8     | D            |
| 26 | Jay Chamberlain         | Ecurie Excelsior                  | Lotus        | Lotus 18        | Coventry Climax FPF MkI L4  | D            |
| 28 | Bruce McLaren           | Cooper Car Company                | Cooper       | Cooper T60      | Coventry Climax FWMV V8     | D            |
| 30 | Tony Maggs              | Cooper Car Company                | Cooper       | Cooper T60      | Coventry Climax FWMV V8     | D            |
| 32 | Carel Godin de Beaufort | Ecurie Maarsbergen                | Porsche      | Porsche 718     | Porsche 547/3 F4            | D            |
| 34 | Nasif Estéfano          | Scuderia De Tomaso                | De Tomaso    | De Tomaso 801   | De Tomaso F8                | D            |
| 36 | Maurice Trintignant     | Rob Walker Racing Team            | Lotus        | Lotus 24        | Coventry Climax FWMV V8     | D            |
| 38 | Masten Gregory          | UDT Laystall Racing Team          | Lotus        | Lotus 24        | BRM P56 V8                  | D            |
| 40 | Innes Ireland           | UDT Laystall Racing Team          | Lotus        | Lotus 24        | Coventry Climax FWMV V8     | D            |
| 42 | Jo Siffert              | Écurie Filipinetti                | Lotus        | Lotus 24        | BRM P56 V8                  | D            |
| 44 | Roy Salvadori           | Bowmaker Racing                   | Lola         | Lola Mk4        | Coventry Climax FWMV V8     | D            |
| 46 | John Surtees            | Bowmaker Racing                   | Lola         | Lola Mk4A       | Coventry Climax FWMV V8     | D            |
| 48 | Tony Settember          | Emeryson Cars                     | Emeryson     | Emeryson Mk2    | Coventry Climax FPF MkII L4 | D            |
| 50 | Roberto Lippi           | Scuderia Settecolli               | De Tomaso    | De Tomaso F1    | OSCA 372 L4                 | D            |
| 52 | Gerry Ashmore           | Privé                             | Lotus        | Lotus 18/21     | Coventry Climax FPF L4      | D            |
| 54 | Ernesto Prinoth         | Jolly Club                        | Lotus        | Lotus 18        | Coventry Climax FPF L4      | D            |
| 56 | Keith Greene            | Gilby Engineering                 | Gilby        | Gilby 62        | BRM P56 V8                  | D            |
| 60 | Tony Shelly             | Autosport Team W Seidel           | Lotus        | Lotus 24        | BRM P56 V8                  | D            |
| 62 | Ian Burgess             | Anglo-American Team               | Cooper       | Cooper T59      | Coventry Climax FPF MkII L4 | D            |

## Qualifications
Deux séances qualificatives de trois heures et demie chacune sont prévues, le vendredi après-midi et le samedi après-midi précédant la course. Seuls les vingt-deux pilotes les plus rapides pourront prendre part à la course, à condition toutefois que leur meilleure performance n'excède pas de plus de dix pour cent le deuxième meilleur temps établi au cours de ces deux sessions.

### Première séance - vendredi 14 septembre
La première séance commence le vendredi à quinze heures, sous un soleil éclatant. Durant les trois premières heures, la plupart des pilotes cherchent surtout à affiner les réglages de leurs monoplaces, et ce n'est que dans la dernière demi-heure que la bataille pour la pole position s'engage. Avec une BRM parfaitement au point, Graham Hill se montre de loin le plus rapide, à plus de 205,5 km/h de moyenne, à seulement trois dixièmes de seconde du record officiel de la piste. Il devance de près d'une seconde la Lotus à moteur Climax de Jim Clark, dont les essais ont été contrariés par des problèmes de boîte de vitesses. Également équipé d'un moteur BRM sur sa Lotus, Masten Gregory se met également en évidence, établissant la quatrième meilleure performance du jour, juste derrière la Cooper de Bruce McLaren. Les Ferrari se montrent une nouvelle fois bien décevantes, la meilleure, aux mains de Willy Mairesse, étant reléguée à plus de deux secondes de Graham Hill. Manquant de préparation, la nouvelle De Tomaso à moteur huit cylindres ne va prendre la piste qu'en fin de journée, mais des problèmes d'embrayage vont contraindre Nasif Estéfano à rentrer au stand à chaque tentative, le pilote argentin ne pouvant finalement accomplir aucun tour lancé.
| Pos. | Pilote                  | Écurie          | Temps        | Écart          |
| ---- | ----------------------- | --------------- | ------------ | -------------- |
| 1    | Graham Hill             | BRM             | 1 min 40 s 7 |                |
| 2    | Jim Clark               | Lotus-Climax    | 1 min 41 s 5 | + 0 s 8        |
| 3    | Bruce McLaren           | Cooper-Climax   | 1 min 41 s 8 | + 1 s 1        |
| 4    | Masten Gregory          | Lotus-BRM       | 1 min 41 s 9 | + 1 s 2        |
| 5    | Innes Ireland           | Lotus-Climax    | 1 min 42 s 0 | + 1 s 3        |
| 6    | Dan Gurney              | Porsche         | 1 min 42 s 2 | + 1 s 5        |
| 7    | John Surtees            | Lola-Climax     | 1 min 42 s 4 | + 1 s 7        |
| 8    | Richie Ginther          | BRM             | 1 min 42 s 8 | + 2 s 1        |
| 9    | Willy Mairesse          | Ferrari         | 1 min 42 s 9 | + 2 s 2        |
| 10   | Joakim Bonnier          | Porsche         | 1 min 43 s 0 | + 2 s 3        |
| 11   | Ricardo Rodríguez       | Ferrari         | 1 min 43 s 1 | + 2 s 4        |
| 12   | Phil Hill               | Ferrari         | 1 min 43 s 4 | + 2 s 7        |
| 13   | Roy Salvadori           | Lola-Climax     | 1 min 43 s 9 | + 3 s 2        |
| 14   | Lorenzo Bandini         | Ferrari         | 1 min 44 s 4 | + 3 s 7        |
| 15   | Maurice Trintignant     | Lotus-Climax    | 1 min 44 s 4 | + 3 s 7        |
| 16   | Giancarlo Baghetti      | Ferrari         | 1 min 45 s 1 | + 4 s 4        |
| 17   | Trevor Taylor           | Lotus-Climax    | 1 min 45 s 1 | + 4 s 4        |
| 18   | Tony Maggs              | Cooper-Climax   | 1 min 46 s 2 | + 5 s 5        |
| 19   | Carel Godin de Beaufort | Porsche         | 1 min 47 s 4 | + 6 s 7        |
| 20   | Tony Settember          | Emeryson-Climax | 1 min 49 s 1 | + 8 s 4        |
| 21   | Nino Vaccarella         | Lotus-Climax    | 1 min 50 s 8 | + 10 s 1       |
| 22   | Keith Greene            | Gilby-BRM       | 1 min 52 s 0 | + 11 s 3       |
| 23   | Ian Burgess             | Cooper-Climax   | 1 min 53 s 1 | + 12 s 4       |
| 24   | Gerry Ashmore           | Lotus-Climax    | 1 min 54 s 2 | + 13 s 5       |
| 25   | Jo Siffert              | Lotus-BRM       | 1 min 55 s 8 | + 15 s 1       |
| 26   | Ernesto Prinoth         | Lotus-Climax    | 1 min 57 s 7 | + 17 s 0       |
| 27   | Roberto Lippi           | De Tomaso-OSCA  | 1 min 58 s 6 | + 17 s 9       |
| 28   | Jay Chamberlain         | Lotus-Climax    | 1 min 59 s 7 | + 19 s 0       |
| 29   | Nasif Estéfano          | De Tomaso       | 6 min 18 s 4 | + 4 min 37 s 7 |

### Deuxième séance - samedi 15 septembre

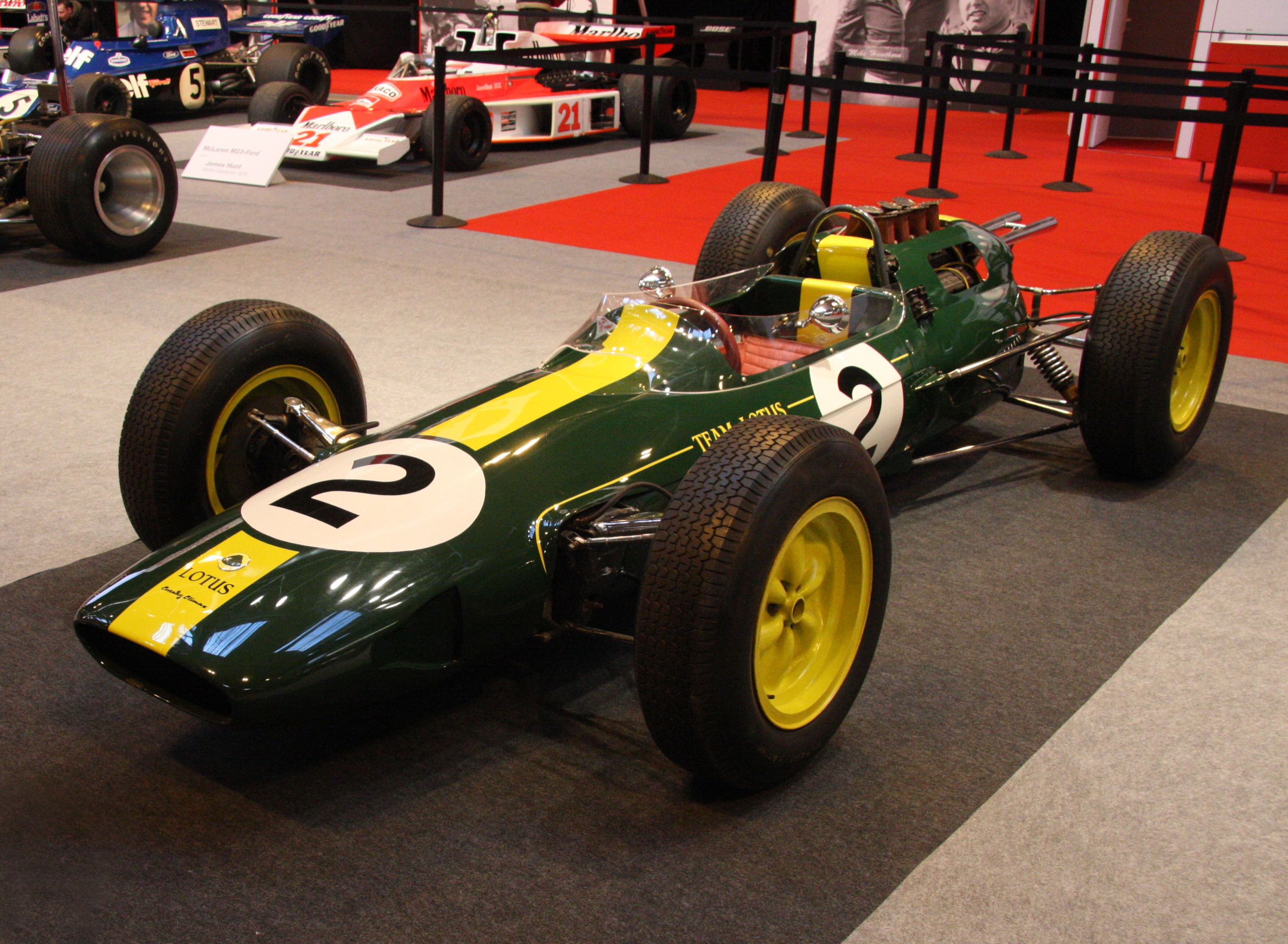
La Lotus 25 s'est montrée la plus véloce des essais, aux mains de Jim Clark.

Il fait de nouveau très chaud lorsque commence la deuxième journée d'essais, le samedi à quinze heures. La situation ne s'est pas améliorée au sein de la Scuderia Ferrari, qui ne parvient pas à résoudre les problèmes de sous-virage affectant ses cinq monoplaces. Alors que Jim Clark est une nouvelle fois immobilisé à son stand, boîte de vitesses cassée, les BRM se montrent à nouveau les plus véloces, Graham Hill devançant son coéquipier Richie Ginther, Hill restant cependant en deçà de sa performance de la veille. Ce n'est qu'en fin d'après-midi que Clark peut enfin tourner, sur la Lotus de son coéquipier Trevor Taylor, et le pilote écossais en profite pour accomplir un tour à 206,2 km/h de moyenne, égalant le record officiel de la piste. Hill contre-attaque aussitôt, et parvient, en fin de séance, à réaliser un temps identique, au dixième près. Les chronométreurs s'en remettent alors à leurs appareils de chronométrage, précis au centième de seconde, pour établir que Clark a devancé de trois centièmes son compatriote, s'octroyant ainsi la pole position et la prime de cent mille lires inhérente. Derrière Clark et Hill, Ginther partira à la corde de la seconde ligne, au côté de McLaren et devant les deux Lotus de l'équipe UDT Laystall d'Ireland et Gregory. Mairesse, qui s'est une nouvelle fois montré le plus rapide des pilotes Ferrari, n'a réalisé que le dixième temps, à deux secondes et demie des meilleurs. La grille de départ ne comptera pas les vingt-deux voitures escomptées, seuls vingt-et-un pilotes ayant atteint le temps minimum de qualification.
| Pos. | Pilote                  | Écurie          | Temps         | Écart     |
| ---- | ----------------------- | --------------- | ------------- | --------- |
| 1    | Jim Clark               | Lotus-Climax    | 1 min 40 s 35 |           |
| 2    | Graham Hill             | BRM             | 1 min 40 s 38 | + 0 s 03  |
| 3    | Richie Ginther          | BRM             | 1 min 41 s 1  | + 0 s 75  |
| 4    | Innes Ireland           | Lotus-Climax    | 1 min 41 s 8  | + 1 s 45  |
| 5    | Dan Gurney              | Porsche         | 1 min 41 s 9  | + 1 s 55  |
| 6    | Bruce McLaren           | Cooper-Climax   | 1 min 41 s 9  | + 1 s 55  |
| 7    | Masten Gregory          | Lotus-BRM       | 1 min 42 s 2  | + 1 s 85  |
| 8    | Joakim Bonnier          | Porsche         | 1 min 42 s 6  | + 2 s 25  |
| 9    | Willy Mairesse          | Ferrari         | 1 min 42 s 8  | + 2 s 45  |
| 10   | John Surtees            | Lola-Climax     | 1 min 42 s 9  | + 2 s 55  |
| 11   | Tony Maggs              | Cooper-Climax   | 1 min 43 s 2  | + 2 s 85  |
| 12   | Roy Salvadori           | Lola-Climax     | 1 min 43 s 3  | + 2 s 95  |
| 13   | Nino Vaccarella         | Lotus-Climax    | 1 min 43 s 4  | + 3 s 05  |
| 14   | Ricardo Rodríguez       | Ferrari         | 1 min 43 s 8  | + 3 s 45  |
| 15   | Phil Hill               | Ferrari         | 1 min 44 s 2  | + 3 s 85  |
| 16   | Trevor Taylor           | Lotus-Climax    | 1 min 44 s 2  | + 3 s 85  |
| 17   | Lorenzo Bandini         | Ferrari         | 1 min 44 s 3  | + 3 s 95  |
| 18   | Giancarlo Baghetti      | Ferrari         | 1 min 44 s 4  | + 4 s 05  |
| 19   | Maurice Trintignant     | Lotus-Climax    | 1 min 45 s 5  | + 5 s 15  |
| 20   | Carel Godin de Beaufort | Porsche         | 1 min 46 s 8  | + 6 s 45  |
| 21   | Tony Settember          | Emeryson-Climax | 1 min 49 s 5  | + 9 s 15  |
| 22   | Tony Shelly             | Lotus-BRM       | 1 min 51 s 6  | + 11 s 25 |
| 23   | Gerry Ashmore           | Lotus-Climax    | 1 min 52 s 9  | + 12 s 55 |
| 24   | Keith Greene            | Gilby-BRM       | 1 min 53 s 6  | + 13 s 25 |
| 25   | Ian Burgess             | Cooper-Climax   | 1 min 57 s 3  | + 16 s 95 |
| 26   | Roberto Lippi           | De Tomaso-OSCA  | 1 min 58 s 8  | + 18 s 45 |

### Tableau final des qualifications
| Pos. | Pilote                  | Écurie          | Temps        | Écart          | Commentaire                                           |
| ---- | ----------------------- | --------------- | ------------ | -------------- | ----------------------------------------------------- |
| 1    | Jim Clark               | Lotus-Climax    | 1 min 40 s 4 |                | temps précis 1'40"35, réalisé le samedi après-midi    |
| 2    | Graham Hill             | BRM             | 1 min 40 s 4 | + 0 s 0        | temps précis 1'40"38, réalisé le samedi après-midi    |
| 3    | Richie Ginther          | BRM             | 1 min 41 s 1 | + 0 s 7        | temps réalisé le samedi après-midi                    |
| 4    | Bruce McLaren           | Cooper-Climax   | 1 min 41 s 8 | + 1 s 4        | temps réalisé le vendredi après-midi, égalé le samedi |
| 5    | Innes Ireland           | Lotus-Climax    | 1 min 41 s 8 | + 1 s 4        | temps réalisé le samedi après-midi                    |
| 6    | Masten Gregory          | Lotus-BRM       | 1 min 41 s 9 | + 1 s 5        | temps réalisé le vendredi après-midi                  |
| 7    | Dan Gurney              | Porsche         | 1 min 41 s 9 | + 1 s 5        | temps réalisé le samedi après-midi                    |
| 8    | John Surtees            | Lola-Climax     | 1 min 42 s 4 | + 2 s 0        | temps réalisé le vendredi après-midi                  |
| 9    | Joakim Bonnier          | Porsche         | 1 min 42 s 6 | + 2 s 2        | temps réalisé le samedi après-midi                    |
| 10   | Willy Mairesse          | Ferrari         | 1 min 42 s 8 | + 2 s 4        | temps réalisé le samedi après-midi                    |
| 11   | Ricardo Rodríguez       | Ferrari         | 1 min 43 s 1 | + 2 s 7        | temps réalisé le vendredi après-midi                  |
| 12   | Tony Maggs              | Cooper-Climax   | 1 min 43 s 2 | + 2 s 8        | temps réalisé le samedi après-midi                    |
| 13   | Roy Salvadori           | Lola-Climax     | 1 min 43 s 3 | + 2 s 9        | temps réalisé le samedi après-midi                    |
| 14   | Nino Vaccarella         | Lotus-Climax    | 1 min 43 s 4 | + 3 s 0        | temps réalisé le samedi après-midi                    |
| 15   | Phil Hill               | Ferrari         | 1 min 43 s 4 | + 3 s 0        | temps réalisé le vendredi après-midi                  |
| 16   | Trevor Taylor           | Lotus-Climax    | 1 min 44 s 2 | + 3 s 8        | temps réalisé le samedi après-midi                    |
| 17   | Lorenzo Bandini         | Ferrari         | 1 min 44 s 3 | + 3 s 9        | temps réalisé le samedi après-midi                    |
| 18   | Giancarlo Baghetti      | Ferrari         | 1 min 44 s 4 | + 4 s 0        | temps réalisé le samedi après-midi                    |
| 19   | Maurice Trintignant     | Lotus-Climax    | 1 min 44 s 4 | + 4 s 0        | temps réalisé le vendredi après-midi                  |
| 20   | Carel Godin de Beaufort | Porsche         | 1 min 46 s 8 | + 6 s 4        | temps réalisé le samedi après-midi                    |
| 21   | Tony Settember          | Emeryson-Climax | 1 min 49 s 1 | + 8 s 7        | temps réalisé le vendredi après-midi                  |
| 22   | Tony Shelly             | Lotus-BRM       | 1 min 51 s 6 | + 11 s 2       | temps réalisé le samedi après-midi                    |
| 23   | Keith Greene            | Gilby-BRM       | 1 min 52 s 0 | + 11 s 6       | temps réalisé le vendredi après-midi                  |
| 24   | Gerry Ashmore           | Lotus-Climax    | 1 min 52 s 9 | + 12 s 5       | temps réalisé le samedi après-midi                    |
| 25   | Ian Burgess             | Cooper-Climax   | 1 min 53 s 1 | + 12 s 7       | temps réalisé le vendredi après-midi                  |
| 26   | Jo Siffert              | Lotus-BRM       | 1 min 55 s 8 | + 15 s 4       | temps réalisé le vendredi après-midi                  |
| 27   | Ernesto Prinoth         | Lotus-Climax    | 1 min 57 s 7 | + 17 s 3       | temps réalisé le vendredi après-midi                  |
| 28   | Roberto Lippi           | De Tomaso-OSCA  | 1 min 58 s 6 | + 18 s 2       | temps réalisé le vendredi après-midi                  |
| 29   | Jay Chamberlain         | Lotus-Climax    | 1 min 59 s 7 | + 19 s 3       | temps réalisé le vendredi après-midi                  |
| 30   | Nasif Estéfano          | De Tomaso       | 6 min 18 s 4 | + 4 min 38 s 0 | temps réalisé le vendredi après-midi (tour non lancé) |

- Le temps minimum de qualification est 1 min 50 s 4 (il correspond au second meilleur temps, établi par Graham Hill en 1 min 40 s 38, majoré de 10%).

## Grille de départ du Grand Prix
| 1re ligne | Pos. 1                       |                                | Pos. 2                          |                               |
|           | Clark Lotus 1 min 40 s 35    |                                | G. Hill BRM 1 min 40 s 38       |                               |
| 2e ligne  |                              | Pos. 3                         |                                 | Pos. 4                        |
|           |                              | Ginther BRM 1 min 41 s 1       |                                 | McLaren Cooper 1 min 41 s 8   |
| 3e ligne  | Pos. 5                       |                                | Pos. 6                          |                               |
|           | Ireland Lotus 1 min 41 s 8   |                                | Gregory Lotus 1 min 41 s 9      |                               |
| 4e ligne  |                              | Pos. 7                         |                                 | Pos. 8                        |
|           |                              | Gurney Porsche 1 min 41 s 9    |                                 | Surtees Lola 1 min 42 s 4     |
| 5e ligne  | Pos. 9                       |                                | Pos. 10                         |                               |
|           | Bonnier Porsche 1 min 42 s 6 |                                | Mairesse Ferrari 1 min 42 s 8   |                               |
| 6e ligne  |                              | Pos. 11                        |                                 | Pos. 12                       |
|           |                              | Rodríguez Ferrari 1 min 43 s 1 |                                 | Maggs Cooper 1 min 43 s 2     |
| 7e ligne  | Pos. 13                      |                                | Pos. 14                         |                               |
|           | Salvadori Lola 1 min 43 s 3  |                                | Vaccarella Lotus 1 min 43 s 4   |                               |
| 8e ligne  |                              | Pos. 15                        |                                 | Pos. 16                       |
|           |                              | P. Hill Ferrari 1 min 43 s 4   |                                 | Taylor Lotus 1 min 44 s 2     |
| 9e ligne  | Pos. 17                      |                                | Pos. 18                         |                               |
|           | Bandini Ferrari 1 min 44 s 3 |                                | Baghetti Ferrari 1 min 44 s 4   |                               |
| 10e ligne |                              | Pos. 19                        |                                 | Pos. 20                       |
|           |                              | Trintignant Lotus 1 min 44 s 4 |                                 | Beaufort Porsche 1 min 46 s 8 |
| 11e ligne |                              |                                | Pos. 21                         |                               |
|           |                              |                                | Settember Emeryson 1 min 49 s 1 |                               |

## Déroulement de la course
Le départ de la course est donné le dimanche à quinze heures, sous un ciel couvert. Jim Clark prend immédiatement la tête au volant de sa Lotus, juste devant la BRM de Graham Hill, qui va le déborder à la sortie de la courbe de Lesmo. À la fin du premier tour, Hill conserve la première place, juste devant Clark qui emmène dans ses roues la BRM de Richie Ginther, la Lola et les deux Cooper de Bruce McLaren et Tony Maggs qui encadrent les Porsche de Joakim Bonnier et Dan Gurney. Un peu plus loin, Masten Gregory (Lotus) est à la tête d'un second groupe comprenant trois des cinq Ferrari, alors que Willy Mairesse, sur la Ferrari expérimentale, est très mal parti et navigue en queue de peloton. Hill contient facilement Clark au cours du second tour. Ce dernier est bientôt ralenti par des problèmes de boîte de vitesses et doit s'arrêter à son stand ; il en repartira avec une minute et demie de retard, en avant-dernière position devant la Lotus d'Innes Ireland, ce dernier ayant été retardé par des ennuis de carburation. Hill compte désormais plusieurs secondes d'avance sur son coéquipier Ginther, qui entraîne Surtees dans son sillage. Quelques longueurs plus loin vient McLaren, talonné par les deux Porsche de Gurney et Bonnier.
Personne ne semble en mesure de contester la supériorité de Hill, et l'intérêt de la course se situe au niveau de la lutte pour la deuxième place que se disputent âprement Ginther et Surtees. La bataille pour la quatrième position est également très disputée, Maggs venant bientôt prêter main-forte à son coéquipier McLaren dans sa bagarre avec les Porsche, et les positions vont continuellement changer au sein de ce groupe. Après dix tours, Hill maintient une avance de cinq secondes sur ses premiers poursuivants, tandis que Gregory, bénéficiant de l'aspiration de son coéquipier Ireland qui compte un tour de retard, est en passe de rejoindre le peloton formé par les deux Cooper et les deux Porsche d'usine, toujours en lutte pour la quatrième place. Les Ferrari de Mairesse, bien revenu, Baghetti et Rodríguez viennent bientôt compléter ce groupe compact, au sein duquel les voitures sont parfois à deux ou trois de front. Au quart de la course, la lutte pour les places d'honneur est toujours très incertaine : Surtees et Ginther échangent souvent leurs positions, tous deux comptant désormais onze secondes de retard sur la BRM de tête. Quinze secondes plus loin, Gurney et McLaren emmènent le gros du peloton, dans lequel Gregory a gagné quelques places. Hill continue à accroître son avance au rythme d'une seconde au tour, tandis que son coéquipier Ginther se maintient maintenant devant Surtees. McLaren et Gurney se sont détachés de leur groupe, et ont pris quelques secondes d'avance sur Maggs, toujours talonné par la Porsche de Bonnier et les trois Ferrari ; Gregory, qui s'était hissé à la sixième place, a dû s'arrêter longuement au stand, son moteur surchauffant.

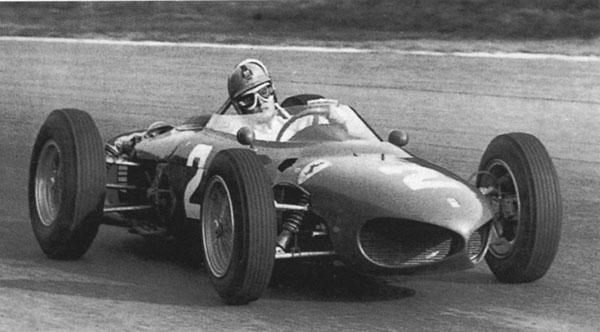
Un dérapage au cours du soixantième tour a écarté Giancarlo Baghetti de la troisième place. Le pilote italien terminera cinquième au volant de sa Ferrari 156.

Le duel entre Ginther et Surtees continue à tenir le public en haleine jusqu'à la mi-course, quand la Lola du Britannique ralentit soudainement, moteur cassé. Hill possède alors une vingtaine de secondes d'avance sur son coéquipier, et ces deux pilotes n'ont dès lors plus aucun adversaire en mesure de leur disputer la victoire. Gurney, McLaren et Maggs, qui bataillent ferme pour la troisième place, sont à plus d'une demi-minute de la seconde BRM. Ils sont toujours talonnés par Bonnier, Mairesse, Baghetti et Rodríguez. Maggs ne peut cependant effectuer la distance sans ravitailler en carburant, sa Cooper ne disposant pas de grands réservoirs. Son arrêt le fait rétrograder en huitième position. Rodríguez a également perdu du terrain, son moteur ne tournant plus correctement. Alors qu'une fine pluie fait son apparition, cinq pilotes restent en lice pour la troisième place. Alors qu'il vient de se porter en tête du groupe, Baghetti dérape dans la courbe sud et doit laisser passer ses adversaires. Gurney semble maintenant le mieux placé pour s'imposer au sein de ce peloton, mais à vingt tours de l'arrivée sa Porsche s'immobilise, transmission cassée. McLaren hérite de la troisième place, mais la Ferrari de Mairesse est dans ses roues. Au quatre-vingtième tour, le pilote belge parvient à dépasser la Cooper, sous les vivats de la foule. Il se maintient juste devant le Néo-Zélandais durant quelques tours mais dans le dernier virage avant l'arrivée, alors que Hill et Ginther ont déjà franchi la ligne, McLaren déboite et s'octroie finalement la troisième place. Victorieux pour la troisième fois cette saison, Hill conforte sa place en tête du championnat tandis que BRM, qui réalise le doublé, prend une sérieuse option sur la coupe des constructeurs.

### Classements intermédiaires
Classements intermédiaires des monoplaces aux premier, cinquième, dixième, quinzième, vingtième, vingt-cinquième, trentième, quarantième, cinquantième, soixantième, soixante-dixième et quatre-vingtième tours,.

### Classement de la course

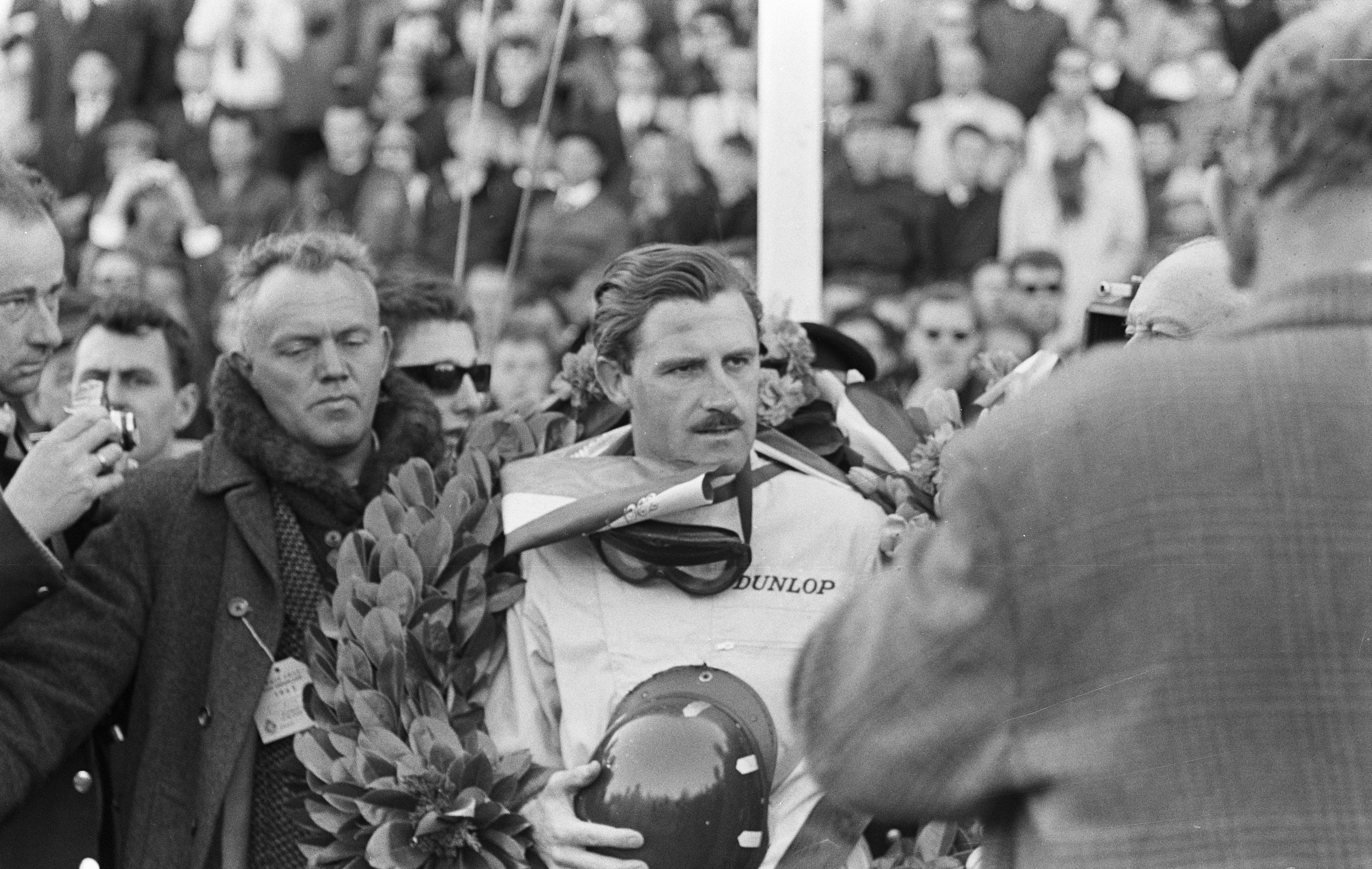
Graham Hill (vu ici à Zandvoort) signe en Italie sa cinquième victoire en Grand Prix de la saison, sa troisième en championnat du monde.

| Pos  | No | Pilote                  | Écurie             | Tours | Temps/Abandon                      | Grille | Points |
| ---- | -- | ----------------------- | ------------------ | ----- | ---------------------------------- | ------ | ------ |
| 1    | 14 | Graham Hill             | BRM                | 86    | 2 h 29 min 08 s 4                  | 2      | 9      |
| 2    | 12 | Richie Ginther          | BRM                | 86    | 2 h 29 min 38 s 2 (+ 29 s 8)       | 3      | 6      |
| 3    | 28 | Bruce McLaren           | Cooper-Climax      | 86    | 2 h 30 min 06 s 2 (+ 57 s 8)       | 4      | 4      |
| 4    | 8  | Willy Mairesse          | Ferrari            | 86    | 2 h 30 min 06 s 6 (+ 58 s 2)       | 10     | 3      |
| 5    | 2  | Giancarlo Baghetti      | Ferrari            | 86    | 2 h 30 min 39 s 7 (+ 1 min 31 s 3) | 18     | 2      |
| 6    | 18 | Jo Bonnier              | Porsche            | 85    | 2 h 29 min 39 s 2 (+ 1 tour)       | 9      | 1      |
| 7    | 30 | Tony Maggs              | Cooper-Climax      | 85    | 2 h 30 min 09 s 7 (+ 1 tour)       | 12     |        |
| 8    | 6  | Lorenzo Bandini         | Ferrari            | 84    | 2 h 30 min 38 s 4 (+ 2 tours)      | 17     |        |
| 9    | 24 | Nino Vaccarella         | Lotus-Climax       | 84    | 2 h 31 min 40 s 9 (+ 2 tours)      | 14     |        |
| 10   | 32 | Carel Godin de Beaufort | Porsche            | 81    | 2 h 29 min 23 s 4 (+ 5 tours)      | 20     |        |
| 11   | 10 | Phil Hill               | Ferrari            | 81    | 2 h 30 min 41 s 6 (+ 5 tours)      | 15     |        |
| 12   | 38 | Masten Gregory          | Lotus-BRM          | 77    | 2 h 30 min 32 s 9 (+ 9 tours)      | 6      |        |
| 13   | 16 | Dan Gurney              | Porsche            | 66    | Différentiel                       | 7      |        |
| 14   | 4  | Ricardo Rodríguez       | Ferrari            | 63    | Allumage                           | 11     |        |
| Abd. | 40 | Innes Ireland           | Lotus-Climax       | 45    | Suspension                         | 5      |        |
| Abd. | 46 | John Surtees            | Lola-Climax        | 42    | Moteur                             | 8      |        |
| Abd. | 44 | Roy Salvadori           | Lola-Climax        | 41    | Moteur                             | 13     |        |
| Abd. | 22 | Trevor Taylor           | Lotus-Climax       | 25    | Boîte de vitesses                  | 16     |        |
| Abd. | 48 | Tony Settember          | Emeryson-Climax    | 18    | Moteur                             | 21     |        |
| Abd. | 36 | Maurice Trintignant     | Lotus-Climax       | 17    | Panne électrique                   | 19     |        |
| Abd. | 20 | Jim Clark               | Lotus-Climax       | 12    | Boîte de vitesses                  | 1      |        |
| Nq.  | 60 | Tony Shelly             | Lotus-BRM          |       | Non qualifié                       |        |        |
| Nq.  | 56 | Keith Greene            | Gilby-BRM          |       | Non qualifié                       |        |        |
| Nq.  | 52 | Gerry Ashmore           | Lotus-Climax       |       | Non qualifié                       |        |        |
| Nq.  | 62 | Ian Burgess             | Cooper-Climax      |       | Non qualifié                       |        |        |
| Nq.  | 42 | Jo Siffert              | Lotus-BRM          |       | Non qualifié                       |        |        |
| Nq.  | 54 | Ernesto Prinoth         | Lotus-Climax       |       | Non qualifié                       |        |        |
| Nq.  | 50 | Roberto Lippi           | De Tomaso-O.S.C.A. |       | Non qualifié                       |        |        |
| Nq.  | 26 | Jay Chamberlain         | Lotus-Climax       |       | Non qualifié                       |        |        |
| Nq.  | 34 | Nasif Estéfano          | De Tomaso          |       | Non qualifié                       |        |        |

Légende :
- Abd.=Abandon

### Pole position et record du tour
- Pole position :  Jim Clark en 1 min 40 s 35 (vitesse moyenne : 206,278 km/h). Temps réalisé lors de la journée d'essais du samedi 15 septembre[20].
- Meilleur tour en course :  Graham Hill en 1 min 42 s 30 au 3e tour (vitesse moyenne : 202,346 km/h).

### Tours en tête
- Graham Hill : 86 tours (1-86)

## Classement général à l'issue de la course
- Attribution des points : 9, 6, 4, 3, 2, 1 respectivement aux six premiers de chaque épreuve.
- Pour la coupe des constructeurs, même barème et seule la voiture la mieux classée de chaque équipe inscrit des points.
- Seuls les cinq meilleurs résultats sont comptabilisés. Graham Hill doit décompter le point acquis à Monaco. Chez les constructeurs, BRM doit décompter le point acquis à Monaco et les trois points acquis en Grande-Bretagne et Cooper-Climax les deux points acquis en Allemagne.
- Le règlement permet aux pilotes de se relayer sur une même voiture, les points éventuellement acquis étant alors perdus pour pilotes et constructeur[20].

| Pos. | Pilote                  | Écurie  | Points  | NL | MON | BEL | FRA | GBR | ALL | ITA | USA | AFS |
| ---- | ----------------------- | ------- | ------- | -- | --- | --- | --- | --- | --- | --- | --- | --- |
| 1    | Graham Hill             | BRM     | 36 (37) | 9  | (1) | 6   | -   | 3   | 9   | 9   |     |     |
| 2    | Bruce McLaren           | Cooper  | 22      | -  | 9   | -   | 3   | 4   | 2   | 4   |     |     |
| 3    | Jim Clark               | Lotus   | 21      | -  | -   | 9   | -   | 9   | 3   | -   |     |     |
| 4    | John Surtees            | Lola    | 19      | -  | 3   | 2   | 2   | 6   | 6   | -   |     |     |
| 5    | Phil Hill               | Ferrari | 14      | 4  | 6   | 4   | -   | -   | -   | -   |     |     |
| 6    | Dan Gurney              | Porsche | 13      | -  | -   | -   | 9   | -   | 4   | -   |     |     |
| 7    | Richie Ginther          | BRM     | 10      | -  | -   | -   | 4   | -   | -   | 6   |     |     |
| 8    | Tony Maggs              | Cooper  | 9       | 2  | -   | -   | 6   | 1   | -   | -   |     |     |
| 9    | Trevor Taylor           | Lotus   | 6       | 6  | -   | -   | -   | -   | -   | -   |     |     |
| 10   | Giancarlo Baghetti      | Ferrari | 5       | 3  | -   | -   | -   | -   | -   | 2   |     |     |
| 11   | Lorenzo Bandini         | Ferrari | 4       | -  | 4   | -   | -   | -   | -   | -   |     |     |
|      | Ricardo Rodríguez       | Ferrari | 4       | -  | -   | 3   | -   | -   | 1   | -   |     |     |
| 13   | Willy Mairesse          | Ferrari | 3       | -  | -   | -   | -   | -   | -   | 3   |     |     |
|      | Jack Brabham            | Lotus   | 3       | -  | -   | 1   | -   | 2   | -   | -   |     |     |
|      | Joakim Bonnier          | Porsche | 3       | -  | 2   | -   | -   | -   | -   | 1   |     |     |
| 16   | Carel Godin de Beaufort | Porsche | 2       | 1  | -   | -   | 1   | -   | -   | -   |     |     |

| Pos. | Écurie        | Points  | NL | MON | BEL | FRA | GBR | ALL | ITA | USA | AFS |
| ---- | ------------- | ------- | -- | --- | --- | --- | --- | --- | --- | --- | --- |
| 1    | BRM           | 37 (41) | 9  | (1) | 6   | 4   | (3) | 9   | 9   |     |     |
| 2    | Lotus-Climax  | 27      | 6  | -   | 9   | -   | 9   | 3   | -   |     |     |
| 3    | Cooper-Climax | 25 (27) | 2  | 9   | -   | 6   | 4   | (2) | 4   |     |     |
| 4    | Lola-Climax   | 19      | -  | 3   | 2   | 2   | 6   | 6   | -   |     |     |
| 5    | Ferrari       | 18      | 4  | 6   | 4   | -   | -   | 1   | 3   |     |     |
| 6    | Porsche       | 17      | 1  | 2   | -   | 9   | -   | 4   | 1   |     |     |

## À noter
- 3e victoire en championnat du monde pour Graham Hill.
- 4e victoire en championnat du monde pour BRM en tant que constructeur.
- 4e victoire en championnat du monde pour BRM en tant que motoriste.